# پینگشی، گوانگدونگ
پینگشی، گوانگدونگ (به لاتین: Pingshi) یک شهرک در جمهوری خلق چین است که در لیچانگ واقع شده‌است. پینگشی ۲۶۸ کیلومتر مربع مساحت و ۱۲۰٬۰۰۰ نفر جمعیت دارد و ۱۸۵ متر بالاتر از سطح دریا واقع شده‌است.